# Passage Briquet
Le passage Briquet est une voie du 18e arrondissement de Paris, en France.

## Situation et accès
Le passage Briquet est situé dans le 18e arrondissement de Paris. Il débute au 3, rue Seveste et se termine au 2, rue Briquet.

## Origine du nom
La voie tire son nom de celui d'un ancien propriétaire.

## Historique
Cette voie est classée dans la voirie parisienne par un arrêté municipal du 27 octobre 1993.

## Bâtiments remarquables et lieux de mémoire

Art urbain
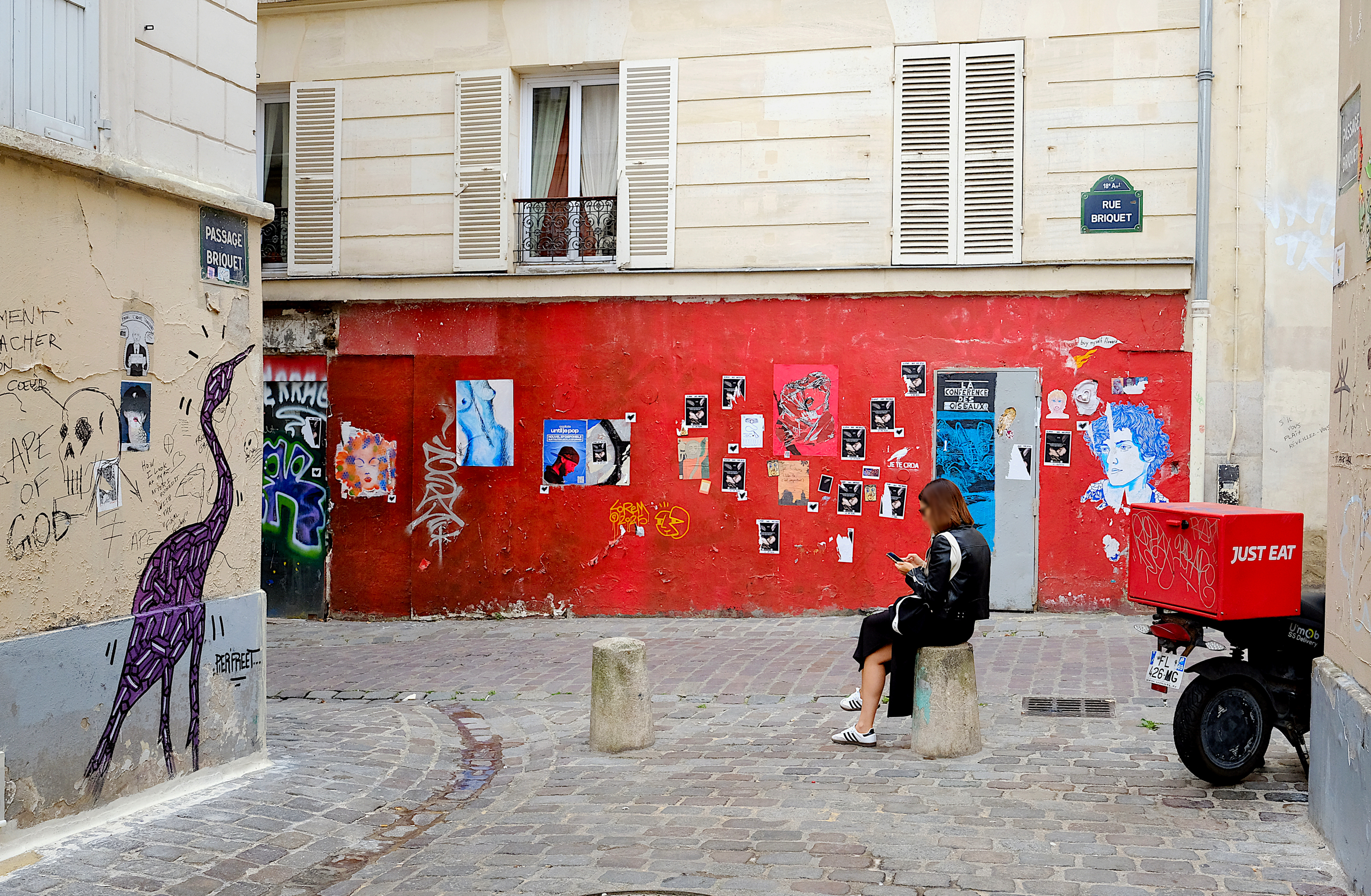